# Folia dos Santos Reis e São Sebastião e Pastorinhas de Ouro Branco
A Folia dos Santos Reis e São Sebastião e Pastorinhas de Ouro Branco é uma festividade associada a uma tradição cristã de origem portuguesa e espanhola, que foi trazida para o Brasil no século XIX. Ela é celebrada na religião católica com o intuito de festejar a passagem bíblica que relata a visita dos três Reis Magos (Gaspar, Melchior e Baltazar) ao menino Jesus.
A celebração dura 12 dias e vai desde 24 de dezembro até o dia 6 de janeiro, data na qual os Reis Magos chegaram a Belém.
A Associação de Folia de Reis e Pastorinhas de Ouro Branco é presidida pelo Sr. José da Silva, localiza-se no bairro Luzia Augusta, foi registrada em cartório em 15 de março de 2009 e declarada de relevância pública pela Lei Municipal 1825/11.

## História e Características
No dia 06 de janeiro de 2017, a Folia dos Santos Reis foi registrada pelo IEPHA – Instituto Estadual do Patrimônio Histórico e Artístico como um patrimônio com base em sua importância cultural para o Estado.
No que tange à festividade, os integrantes têm grande devoção aos Santos Reis, Divino Espírito Santo, Menino Jesus, Nossa Senhora do Rosário, sendo o número máximo de integrantes 15. Os personagens utilizados nas apresentações são: Reis, Bandeira/Estandarte, Palhaços e Vozes. Os instrumentos que conduzem o canto são Violão, Sanfona, Caixa (Tambor) e Pandeiro.
Ela apresenta características regionais e as indumentárias variam de grupo para grupo, podendo ser encontrados foliões que utilizam trajes militares, vestes de palhaço, máscaras ou roupas comuns. Possui como principal elemento simbólico a bandeira e organiza-se a partir de ritos, como o giro ou jornada, encontros, festas e cumprimento de promessas.
A jornada realizada pelo grupo é de dezembro a janeiro, especialmente no dia 25 de dezembro, onde visitam casas de devotos distribuindo bênçãos e recolhendo donativos para variados fins.
Por meio da Lei Municipal 2037/14, o encontro de Folia de Reis e São Sebastião e Pastorinhas foi incluído no calendário cultural oficial de Ouro Branco.